# قطعنامه ۱۲۴۵ شورای امنیت
قطعنامه ۱۲۴۵ شورای امنیت سازمان ملل متحد که در تاریخ ۱۱ ژوئن ۱۹۹۹ تصویب شد، سندی بین‌المللی دربارهٔ بررسی وضعیت سیرالئون است. این قطعنامه طی نشست ۴۰۱۲ام با ۱۵ رای موافق، ۰ مخالف و ۰ ممتنع تصویب شد.